# زیگفرید هکر
زیگفرید هکر (انگلیسی: Siegfried S. Hecker؛ زادهٔ ۲ اکتبر ۱۹۴۳) دانشمند در زمینه متالورژی و فیزیک هسته‌ای اهل ایالات متحده آمریکا است.
او از سال ۱۹۸۶ تا ۱۹۹۷ رئیس آزمایشگاه ملی لس آلاموس که اکنون وابسته به دانشگاه استنفورد است، جایی که او استاد و ریاست تحقیق در گروه علوم مدیریت و مهندسی در دانشکده مهندسی و همکار ارشد در مؤسسه مطالعات بین‌المللی فورمن اسپوگلی است.
همچنین برندهٔ جوایزی همچون جایزه انریکو فرمی شده‌است.